# Фабијен Барсела
Фабијен Барсела (фр. Fabien Barcella; 27. октобар 1983) професионални је француски рагбиста, који тренутно игра за Гренобл. Висок је 183 цм, тежак је 108 кг и игра на позицији стуба. У каријери је играо за Тулуз 2004-2005 (1 утакмица), Аух Герс 2006-2008 (27 утакмица, 5 поена), Олимпик Биариц 2008-2014 (112 утакмица, 5 поена) и 2014-2015 РК Тулон (3 утакмице), пре него што је потписао за Гренобл. За репрезентацију Француске је одиграо 26 тест мечева. Играо је за Француску на светском првенству 2011. Са Олимпиком Биарицом је освајао челинџ куп.